# Alpe Dunav Jadran
Alpe Dunav Jadran međunarodni je televizijski magazin koji se od 1982. godine emitira na Hrvatskoj radioteleviziji. 
Emisija je to koja promovira srednjoeuropske zemljopisne, povijesne i kulturne posebnosti stavljajući naglasak na pozitivne strane stvarnog života ljudi s onu stranu političkih prilika. Od 2011. u projektu sudjeluje pet javnih televizijskih postaja: BR (Bavarska), HRT (Hrvatska), RAI Furlanija-Julijska krajina i Juži Tirol (Italija), MTV Duna (Mađarska) i RTV Slovenija (Slovenija).

## Povijest
1978. godine austrijski novinar Günther Ziesel izvještavao je iz Venecije o osnivanju Radne zajednice Alpe-Jadran i došao na ideju o pokretanju transnacionalnog magazina. Prvo je pokrenuo radijsku emisiju sa sjedištem u Grazu, a 1982. u stvaranju televizijske inačice pridružili su mu se Virgilio Boccardi, Giancarlo Deganutti, Boris Bergant i Branko Lentić s Radiotelevizije Zagreb. U jednom je razdoblju u ovom projektu sudjelovalo čak 17 javnih radijskih i TV servisa iz sedam zemalja: Austrija (ORF), Bavarska (BR), Italija (RAI Bolzano i Trst), Hrvatska (HRT), Mađarska (MTV), Slovenija (RTV Slovenija) i Švicarska (RTSI Lugano). Emisija je pokrenuta pod nazivom Televizijski magazin Alpe-Jadran i bio je to prvi oblik takve vrste medijske suradnje u Europi. Posebnost je projekta da je međunarodno uredništvo desetljećima zajedno pripremalo emisiju potpuno jednake forme i sadržaja, koja se u svim zemljama članicama emitirala najprije jednom, a potom dva puta mjesečno.
2011. godine Daria Marjanović i Boro Vučković pokreću i internetsku inačicu emisije alpedunavjadran.hrt.hr. Od tada se emisija može naći također na društvenim mrežama Facebook, Twitter i Instagram, a od 2016.  i na OTT platformi HRTi (hrti.hrt.hr).

## Koncept
Emisije imaju jednostavan koncept – trideset minuta, voditelj u studiju, najviše pet većih reportaža, kratke vijesti i najave kulturnih događaja. Težište je na kvaliteti i vizualnoj atraktivnosti reportaža. Tijekom ljeta se umjesto magazina emitiraju polusatni dokumentarni filmovi pojedinih televizija – za čiju je formu uredništvo osmislilo naziv monotema – tako da su sve emisije tijekom cijele godine premijerne. Uređuju se tako da se na kvartalnim grupnim sastancima odabiru ponuđene reportaže, koje će se pripremiti i razmjenjivati dva puta mjesečno. 

## Zanimljivosti
Do 1990. magazin Alpe-Dunav-Jadran bio je medijski fenomen jer je spajao javne ili državne televizije jedne nesvrstane zemlje, neutralnihzemalja te zemalja članica NATO-a i Varšavskoga pakta, stoga je često nazivan i prethodnicom Europe regija. To je najstarija europska koprodukcija javnih televizija i jedna od najdugovječnijih emisija na HTV-u.

## Nagrade
Osvojio je desetak nagrada, uključujući Civis Award za integraciju i kulturnu raznolikost Europe 2007.

## Ekipa
Urednici: Daria Marjanović (2016.-), Gordana Škaljac Narančić (2015. – 2016.), Željkica Lozo (2014. – 2015.), Daria Marjanović (2002. – 2012.) i Boro Vučković (2011. – 2014.), Đuro Tomljenović (1994. – 2002.) i Branko Lentić (1982. – 1994.), koji je aktivno sudjelovao u pripremi emisija i snimao reportaže i nakon odlaska u prijevremenu mirovinu 1993.
Voditelji: Oliver Mlakar i Branko Uvodić u počecima, Miljenko Kokot (2000.-).
Realizatorice: Drenka Gaković (1996. – 2018.), Sanja Arsenić (2018.-)
Novinari: Magazin je, kao oaza besprijekorne TV reportaže, oduvijek pozivao na povremenu suradnju ugledne autore i redatelje među kojima su:
Bogdan Žižić, Eduard Galić, Dominik Zen, Jasmina Božinovska Živalj, Dražen Piškorić, Mladen Santrić, Miro Branković... Među mlađim naraštajima redovito su surađivali ili još surađuju: Nebojša Stijačić, Sanja Pražen, Franka Jović Tonkli, Mario Beganović, Zrinka Krešo, Vesna Zovko... Mnoge reportaže su priredili i djelatni urednici, uvijek ističući presudan rad snimateljskih ekipa, montažera i ljudi iz tehničke podrške.